# Indian National Lok Dal

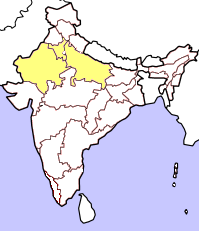
Lok Sabha 2004.

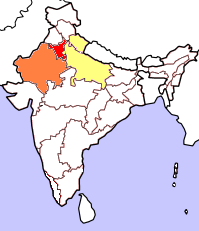
Delstatsval närmast före juni 2004.

Indian National Lok Dal är ett indiskt politiskt parti, med bas i delstaten Haryana. Partiets ordförande heter Om Prakash Chautala. Partiet ingick under en period i National Democratic Alliance, och följaktligen i den BJP-ledda regeringen. I valet till Lok Sabha 1999 hade partiet en valpakt med BJP, där BJP och INLD lanserade fem kandidater vardera. Samtliga tio blev valda. Senare kom INLD dock att bryta relationen med BJP och ställde upp ensamma i valet till Lok Sabha 2004. Partiet lanserade kandidater i samtliga tio valkretsar i Haryana, men de tappade alla sina mandat.
Chautalas INLD behåller dock makten i Haryanas delstatsregering. År 2000 återvaldes Chautala som Haryanas chefsminister för femte gången. I valet till Haryanas delstatsförsamling år 2000 vann 47 av de 90 mandaten (totalt hade man lanserat 62 kandidater).